# 後藤輝基
後藤 輝基（ごとう てるもと、1974年〈昭和49年〉6月18日 - ）は、日本のお笑いタレント、司会者。お笑いコンビ・フットボールアワーのツッコミ担当。相方は岩尾望。大阪府大阪市東淀川区出身。身長171cm。体重52kg。血液型B型。吉本興業所属。

## 略歴
- 大阪市立東淡路小学校、大阪市立柴島中学校、大阪府立山田高等学校を経て大阪北予備校中退。吉本総合芸能学院（NSC）大阪校14期生。
- 1994年、 NSCで同期だった天満国男と「後藤・天満」（後に「エレキグラム」と改名）を結成、1999年解散。当時はボケを担当していた（初期はツッコミ担当）。
- 1999年4月、NSCの同期で友人であった岩尾望と「フットボールアワー」を結成。ツッコミに転向。
- 2003年、フットボールアワーとしてM-1グランプリに出場し、優勝を果たす。
- コンビがブレイクした当初は相方の岩尾の影に隠れがちだったが、当意即妙な例えツッコミの技術が注目され、2011年に『行列のできる法律相談所』のMCに抜擢されたのを皮切りに人気司会者の地位を獲得する。
- 2011年のザ・ドリームマッチ にてサンドウィッチマンの富澤たけしとコンビを組み優勝。
- 2013年8月11日収録（18日放送）の『行列のできる法律相談所』（日本テレビ）の番組内で、かねてから交際していた一般人女性に電話で公開プロポーズしたことが、16日に発表された[2]。29日、結婚[1]。
- 2015年6月24日、第1子男児が誕生[3]。
- 2023年6月に第2子・第3子となる双子（一卵性）の男児が誕生したことを7月24日に公表した[4]。

## 人物
- 3人姉弟の末っ子長男であり、2人の姉がいる[要出典]。
- 奈良産業大学を受験するも、不合格だった。
- 趣味・特技はギター。長渕剛とBLANKEY JET CITYのファンである。
- カラオケでは原田真二を歌う[5][6]。
- 幼少期に特に好きだったアニメは『未来ロボ ダルタニアス』[7]。
- 料理が得意で得意料理はパスタ。
- 喫煙者であり、第1回のM-1では控室で2箱分（40本）を1時間で吸ってしまうほどのヘビースモーカーであったが[8]、現在は本数を大幅に減らしている。
- 陣内智則は、後藤にとってスーパースターMCで、ずっと意識してきた存在だと語っている[9]。
- 運動神経が悪く、『アメトーーク!』の「運動神経悪い芸人」に定期的に出演している。ダンスも苦手。スポーツにあまり関心がなく、バスケットボールのスリーポイントシュートの意味を理解しておらず、正月に家で箱根駅伝を見る習慣がない[10]。
- 子供番組には一度も出演していないことが『アメトーーク!』で判明し、2024年現在も未出演である[11]。
- NSCを学費未納を理由に退学処分となっている。そのため正確には卒業していないが、当時NSCでは出席確認がなかったため、処分後も通い続けた[12]。
- 上述の通り、「エレキグラム」ではボケを担当し、解散して「フットボールアワー」を結成後にツッコミに転向したため、劇場では中田ボタンのツッコミを見て勉強していた[8]。

## エピソード
- 岩尾とのファーストコンタクトはNSCの発声の授業で、相手を1人探してペアで腹部に手を当てて発声するという内容で、誰か分からずたまたま腹部に手を置いた相手が岩尾だった[13]。
- M-1グランプリ2003で優勝後、いまいち仕事が増えず悶々とした日々を過ごす中、2005年のM-1当日が公民館での営業で、控室で観たブラックマヨネーズの漫才に衝撃を受け、面白すぎたあまり最後まで観られなかったという[8]。
- 若手時代、劇場の楽屋で梶原雄太（キングコング）がお金が無くて散髪に行けないと言い出したため、3ヶ月近く後藤が梶原の髪を散髪していた時期がある[13]。
- 一時期髪を金髪にしていた時期があるが、それはストレスで円形脱毛症を患ったため、金髪にしたうえでスプレーで髪を固めて脱毛部分を隠していた[14]。
- 漫才で使用されるセンターマイク（38マイク）を日本で唯一作っている大分県の職人が、好きな芸人に後藤を挙げたことで、ふるさと納税をして返礼品で38マイクが届いたが、送られてきたのはマイクの本体のみで、マイクスタンドが付いていなかった[15]。

## 出演
コンビでの活動はフットボールアワーを参照。

### テレビ

#### レギュラー番組
現在のレギュラー出演
- ニンチド調査ショー→ザ・ニンチドショー→THE 世代感（テレビ朝日）※ホラン千秋と共に司会。

現在の不定期出演
- アメトーーク!（テレビ朝日）
- ゴッドタン（テレビ東京）
- 水曜日のダウンタウン（TBS）

過去のレギュラー出演
- 行列のできる法律相談所→行列のできる相談所（日本テレビ）※東野幸治、井上芳雄と週替わりで司会。司会を務めない回は雛壇で出演。[16]
- 今夜くらべてみました（日本テレビ）※徳井義実、指原莉乃、SHELLYと共に司会。
- 眠れぬ街のアプリンス（日本テレビ）
- 芸能★BANG!（日本テレビ）
- おノロケ（フジテレビ）
- もてもてナインティナイン（TBS）
- 恋愛格差バラエティー ラブぎゃっぷる（日本テレビ）
- 5MEN旅（日本テレビ）
- 芸人報道（日本テレビ）
- ジャネーノ!?（フジテレビ）
- HKT48のおでかけ!（TBS） - 指原莉乃と共に司会。
- ちょっとザワつくイメージ調査 もしかしてズレてる?（関西テレビ） - 田中みな実、DAIGOと共に司会。
- 得する人損する人（日本テレビ） - 羽鳥慎一と共に司会。
- 超S級エンタメ情報 マシマシTV（日本テレビ）
- ウチのガヤがすみません!（日本テレビ） - ヒロミと共に司会。
- あえいうえおあお（フジテレビ） - 矢部浩之と共に司会。
- 防犯カメラが捉えた!衝撃コント映像（朝日放送テレビ） - 濱家隆一と共に司会。
- 株式会社フット後藤 〜GOTO事業承継〜（テレビ西日本）[17]

過去の不定期出演
- やりすぎコージー（テレビ東京）
- 神さまぁ〜ず（TBS）
- ホリさまぁ〜ず（TBS）
- スリルな夜 イケメン合衆国（フジテレビ）
- 嵐にしやがれ（日本テレビ）※第1期のセットゲストもしくは進行役として出演。
- スター☆ドラフト会議（日本テレビ）
- イチハチ（MBS）
- 雑学王（テレビ朝日）

#### 特別番組
現在
- ゴッドタン新春SP 芸人マジ歌選手権（2011年10月1日 - 、テレビ東京）- マジ歌シンガー
- 芸人報道（2014年6月1日 - 、日本テレビ）- 記者
- ウチのガヤがすみません!（2015年6月7日 - 2017年1月15日・2023年8月1日 - 、日本テレビ）- MC
- 誰も知らない明石家さんま（2015年11月22日 - 、日本テレビ）- パネラー
- じわじわくる映像アワード（2018年12月30日 - 、日本テレビ）- MC
- 女芸人No.1決定戦 THE W（2019年12月9日 - 、日本テレビ）- 2代目MC
- 芸人潜入!クイズカンパニー（2021年8月28日 - 、関西テレビ）- MC[18]
- マッチング・ハウス（2022年7月11日 - 、フジテレビ）- 見届け人
- 世界!爽快!映像GP（2024年10月12日 - 、フジテレビ）
- 黄金のワンスプーン!（2025年1月31日 - 、TBS）- ホール責任者

過去
- 俺たちが司会者!（2011年1月23日、テレビ朝日）- MC
- 宮川大輔&フットボールアワー後藤のちゃらかーぎーを探せin沖縄国際映画祭（2011年4月2日、フジテレビ）[19]
- 耳が痛いテレビ（2012年4月3日 - 2016年12月1日、日本テレビ）- オペレーター
- 小杉×後藤 なんでやねん×なんでやねん（2012年10月6日、テレビ朝日）- MC
- 歌ネタ王決定戦（2013年5月18日 - 2021年9月29日、毎日放送）- MC
- クイズ!ガットショット（2013年4月6日、フジテレビ）- MC[20]
- すべてものにはワケがあるグッジョブ!（2013年12月26日、フジテレビ）- MC
- 奥さまは見た!（2013年12月29日、フジテレビ）- MC
- ファイトグラフ2014（2014年1月3日、関西テレビ） - MC
  - ズレ↓オチ（2015年10月6日 - 2016年7月5日、関西テレビ） - MC
- クイズ☆正解は一年後（2014年12月31日・2023年12月31日、TBS）
- ほんとになった作り話（2015年4月28日、日本テレビ） - MC
- ネクストブレイク「歴史に刻め!逸話りレコード」（2018年4月29日、日本テレビ）- MC
- 爆笑!スライダー（2018年10月15日、TBS）- MC
- THEダメンディ俳優（2018年11月25日、日本テレビ）- MC
- こんな私は何を食べればいいですか?（2018年11月26日、TBS）- MC
- 実録!解決ファイル（2019年12月27日、TBS）- MC
- 焚火卜音楽（2021年10月9日・2022年5月28日、BS朝日）- MC
- 笑って年越したい!!笑う大晦日シリーズ（2021年12月31日 - 2023年12月31日、日本テレビ）- カウントダウンMC→チー厶キャプテン
- 放課後のときめき（2022年2月27日・3月21日、テレビ東京）- MC
- アゲアゲちゃん（2022年3月2日、CBCテレビ）- MC
- ここにタイトルを入力（2022年5月17日、フジテレビ）- 「真夜中のおしゃべり倶楽部」MC
- #なんちゃってトラベル 世界旅行気分バトル（2022年5月19日、BS日テレ）- MC
- 紅白歌ネタグランプリ（2022年11月23日、毎日放送）- MC
- 芸能界2世スクール（2022年12月29日、フジテレビ）- 先生
- 旅する水曜日「フット後藤ぶらぶらツッコミ散歩」（2023年2月1日 - 3月22日、BS日テレ）
- フット後藤と旅仲間（2023年3月21日、テレビ東京）- MC
- ビルドラ 見上げてごらん、ビルのドラマを（2023年8月14日、朝日放送）- MC
- 倒せ!ドリー厶チー厶（2023年9月18日、毎日放送）- MC[21]
- 天津木村&フット後藤のやりたいコトやったるわ!GO TO いわて（2023年11月8日、岩手朝日テレビ）[22]
- パニックダウンへようこそ（2024年1月5日、関西テレビ）- MC[23]
- バラエティ司会者芸人夢の共演スペシャル（2024年2月17日、テレビ朝日）
- コレで御殿建てました（2024年5月4日、フジテレビ）- MC
- おにぎり侍（2024年11月16日、読売テレビ）- MC[24]
- たたかう蔦屋重三郎 いざ!三本勝負（2025年2月9日、NHK BS）- MC[25]
- 金曜ロードショー「万博会場でタイムスリップ!日本人が踊りたい神曲ベスト30」（2025年6月13日、日本テレビ）-  MC
- ピンチの切り札（2025年7月6日、RKB毎日放送）- MC
- ダブルインパクト～漫才&コント 二刀流No.1決定戦～（2025年7月21日［予定］、日本テレビ・読売テレビ） - 審査員

### テレビドラマ
- 誰も知らない明石家さんま「芸人がアイドルに勝った日〜タブーを破った禁断の一日」（2024年12月1日、日本テレビ） - プロデューサー 役[26]

### ウェブテレビ
- HITOSHI MATSUMOTO presents ドキュメンタル（2017年 - 2022年、Amazonプライム・ビデオ）- シーズン3、シーズン7、シーズン9、シーズン10、シーズン11出演
- HITOSHI MATSUMOTO presents ドキュメンタル Documentary of Documental（2017年、Amazonプライム・ビデオ）- シーズン1出演

### その他
- 緊急特別番組 容疑者ケンドーコバヤシ逮捕 事件の真相に迫る 完全版 - ゲストコメンテーター、本人役

## ディスコグラフィー
| 発売日         | タイトル                          | 規格品番                                    | 備考                                                                                      |
| -------------- | --------------------------------- | ------------------------------------------- | ----------------------------------------------------------------------------------------- |
| 2012年7月18日  | COME ON BABY!                     | YRCN-90192                                  | よしもとアール・アンド・シー、「GO☆TO」名義シングル                                       |
| 2014年4月7日   | ゴッドタン 第11回芸人マジ歌選手権 | (配信限定)                                  | 「ダブルリターン」で参加                                                                  |
| 2015年1月4日   | ゴッドタン 第12回芸人マジ歌選手権 | (配信限定)                                  | 「マスター・オブ・セレモニー」で参加                                                      |
| 2020年10月28日 | SLENDERIE ideal                   | YRCN-95332                                  | 藤井隆主宰のレーベルによるオムニバスアルバム。「悲しみSWING」（本田美奈子のカバー）で参加 |
| 2022年4月6日   | Cat-Walk Dancing                  | (配信限定)                                  | アルバム『マカロワ』からの先行配信シングル。Winkのカバー曲。                              |
| 2022年5月11日  | マカロワ                          | YRCN-95357                                  | 藤井隆が監修した全6曲のカバーアルバム。                                                   |
| 2024年5月17日  | ホイップ                          | YRCN-95385 (初回限定盤) YRCN-95386 (通常版) | 藤井隆が監修したカバーアルバム第二弾。全7曲。                                             |